# Dendrophyllia indica
Dendrophyllia indica is een rifkoralensoort uit de familie van de Dendrophylliidae. De wetenschappelijke naam van de soort is voor het eerst geldig gepubliceerd in 1969 door Pillai.